# Francisco Antonio Cagigal de la Vega
Francisco Antonio Cagigal de la Vega (Hoz de Anero, Ribamontán al Monte, Cantabria, 6 de febrero de 1691 - Ibídem, 30 de abril de 1777), fue un militar español, que tomó parte en numerosas batallas durante el siglo XVIII. Fue también gobernador de Cuba (1747 - 1760) y el 43.º virrey de la Nueva España.

## Biografía
Francisco Antonio Cagigal de la Vega nació en 1691 en Hoz de Anero (Cantabria), siendo hijo de Juan Cagigal Salinas, abogado de los Reales Consejos y diputado de la Junta de Ribamontán, y de su esposa, Mariana de la Vega Acevedo.
Era hermano de Fernando Cagigal de la Vega, I marqués de Casa Cagigal.
En 1727 participó en el sitio de Gibraltar, y en 1732, tomó parte junto con Juan Francisco de Güemes, conde de Revillagigedo y a Luis de Unzaga y Amézaga, en la conquista de Orán, desde 
entonces mantendría relación profesional con el conde de Revilla Gigedo, su superior inmediato en el futuro y lo mismo con Luis de Unzaga, quien a su vez sería su subalterno en las misiones bélicas de Nueva España. Fue nombrado teniente general.
Trasladado a Santiago de Cuba, entre 1741 y 1742, donde volvería a tener como subalterno a Luis de Unzaga y Amézaga, para posibilitar la defensa frente al asalto británico. Cinco años después es nombrado Gobernador de Cuba, cargo que ostentaría durante trece años, hasta 1760, durante el cual promulgó decretos tales como el del libre comercio del hierro y el acero. Ese año fue nombrado Virrey de Nueva España, ocupando el cargo durante cinco meses.
Tomó parte en la Guerra de los Siete Años, frente a los ingleses y portugueses, tras lo cual en 1766, propuso el ascenso de Luis de Unzaga y Amézaga por su "impulso y celo" a la hora de haber podido pagar a la tropa sus salarios durante las épocas bélicas, anticipándose así Unzaga a los reglamentos de 1767 que regularían los salarios de los soldados.
Regresó a España para retirarse en su pueblo natal, donde fallecería a los 86 años de edad.